# Periklis Pierrakos-Mavromichalis
Periklis Pierrakos-Mavromichalis (grč. Περικλής Πιερράκος-Μαυρομιχάλης; 1863. — 1938.), grčki mačevalac koji se natjecao na prvim Olimpijskim igrama 1896. u Ateni.

## Životopis
Bio je časnik Helenske vojske, boreći se u grčko-turskom ratu 1897., u balkanskim ratovima, Prvom svjetskom ratu i dr. Nakon odlaska u mirovinu, odlazi u politiku, gdje je služio kao ministar unutarnjih poslova od 1922. do 1923. te ministar za vojna pitanja 1924. godine. Na pitanje zašto uz svoje prezime Pierrakos koristi i Mavromichalis kao nadimak, odgovori je kako želi zadržati baštinu svojih predaka koji su se borili i umrli, kako bi on mogao živjeti.
Sudjelovao je u disciplini floret i u svojoj grupi je zauzeo drugo mjesto. Pobijedio je Francuza Henrija Delabordea i Grka Ioannisa Poulosa, a izgubio je od drugog Francuza, Henrija Callota. Mavromichalisu je Olimpijski odbor brončanu medalju dodijelio naknadno. U vrijeme održavanja Igara nije bilo predviđeno da trećeplasirani dobije medalju, pa borba za treće mjesto nije ni održana. Njemu je pripala medalja zato što je imao dvije pobjede i jedan poraz, dok je drugoplasirani iz druge grupe Athanasios Vouros, imao jednu pobjedu i jedan poraz.

## Vanjske poveznice
- Karijera P. Pierrakosa  Arhivirana inačica izvorne stranice od 22. rujna 2013. (Wayback Machine)